# Viscount Bledisloe

Wappen der Viscounts Bledisloe

Viscount Bledisloe, of Lydney in the County of Gloucester, ist ein erblicher britischer Adelstitel in der Peerage of the United Kingdom.
Stammsitz der Familie ist Lydney Park bei Lydney in Gloucestershire.

## Verleihung
Der Titel wurde am 24. Juni 1935 für den konservativen Politiker Charles Bathurst, 1. Baron Bledisloe, geschaffen. Dieser war zuvor Generalgouverneur von Neuseeland gewesen.

## Nachgeordneter Titel
Der erste Viscount war bereits am 15. Oktober 1918 zum Baron Bledisloe, of Lydney in the County of Gloucester, erhoben worden. Dieser Titel, der ebenfalls zur Peerage of the United Kingdom gehört, wird nunmehr als nachgeordneter Titel geführt.

## Liste der Viscounts Bledisloe (1935)
- Charles Bathurst, 1. Viscount Bledisloe (1867–1958)
- Benjamin Ludlow Bathurst, 2. Viscount Bledisloe (1899–1979)
- Christopher Hiley Ludlow Bathurst, 3. Viscount Bledisloe (1934–2009)
- Rupert Edward Ludlow Bathurst, 4. Viscount Bledisloe (* 1964)

Titelerbe (Heir Apparent) ist der Sohn des jetzigen Inhabers, Hon. Benjamin Bathurst (* 2004).